# Deepwater-Prozess
Als Deepwater-Prozess wird der Zivilprozess gegen den britischen BP-Ölkonzern und andere Unternehmen wegen der Explosion auf der Ölplattform Deepwater Horizon am 20. April 2010 und der darauffolgenden verheerenden Ölpest im Golf von Mexiko bezeichnet. Der Prozess begann am 25. Februar 2013 vor dem Bundesbezirksgericht in New Orleans.
Die Klage der US-Regierung, der angrenzenden US-Bundesstaaten Alabama, Mississippi, Florida und Louisiana, sowie verschiedener Kleinunternehmer und Einzelpersonen, richtete sich gegen BP und die Subunternehmen Transocean und Halliburton. Anspruchsgrundlage war der Clean Water Act von 1972, nach dem sich die Schadenersatzansprüche nach der Schwere der Schuld und der Menge des ausgelaufenen Öls bemessen.

## Geschehnisse

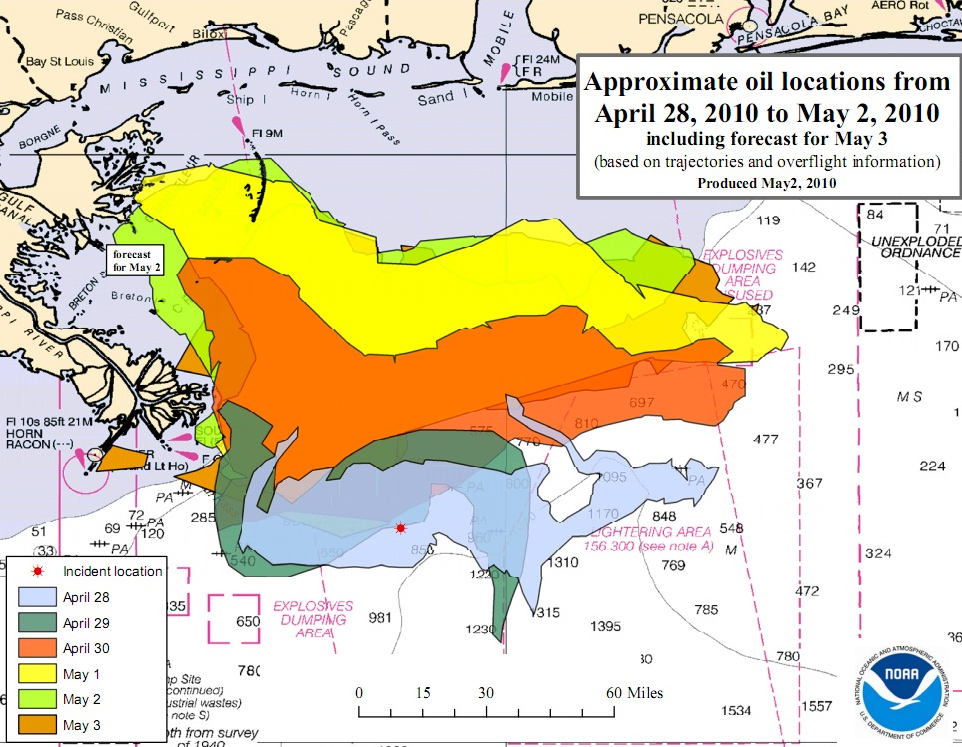
Ausbreitung des Ölfilms im Golf von Mexiko

Der Bau der Explorations-Ölbohrplattform Deepwater Horizon begann Ende 1998 bei Hyundai Heavy Industries in Ulsan, Südkorea. Zu Beginn des Jahres 2001 wurde die Plattform von der Firma Transocean im Golf von Mexiko in Betrieb genommen. Sie wurde im Auftrag des Leasingnehmers BP betrieben und sollte in rund 1500 Metern tiefen Gewässern Ölbohrungen durchführen.
Am 20. April 2010 kam es aufgrund verschiedener schwerer Versäumnisse zu einem Blowout, durch den die Plattform in Brand geriet und zwei Tage später unterging. Elf Arbeiter kamen dabei ums Leben. Erst am 16. Juli 2010 konnte der Ölausfluss aus dem Leck mit einem temporären Verschluss gestoppt werden. Am 19. September 2010 wurde die Quelle von Thad Allen, dem Sonderbeauftragten der US-Regierung, offiziell für „tot“ erklärt.

## Klagen gegen BP
2010 reichten Anwälte von Geschädigten mehrere Klagen gegen BP wegen des Verdachts den Blowout verschuldet zu haben, unter dem RICO Act, ein. Dieses Bundesgesetz richtet sich gegen das bandenmäßig organisierte Verbrechen. Wenn BP danach verurteilt worden wäre, hätte sich – neben eventuell weiteren ausgesprochen Strafen – die Schadensersatzsumme auf das Dreifache des tatsächlich entstandenen Schadens erhöht. Der RICO Act kam in diesem Fall jedoch nicht zur Anwendung.
Im März 2012 einigten sich BP und private Kläger in den Vereinigten Staaten auf eine Schadensersatzzahlung von 5,9 Milliarden Euro (7,8 Milliarden US-Dollar).
BP akzeptierte im November 2012 die vom US-Justizministerium auferlegte Strafe von 4,5 Mrd. US-Dollar. Dies ist die höchste jemals verhängte Strafe für ein Umweltdelikt. Zusätzlich hat BP für Folgekosten der Ölpest 38,1 Mrd. Dollar Rücklagen gebildet (Stand November 2012), 14 Mrd. Dollar wurden bereits ausgezahlt.

## Klagen gegen Subunternehmen
Am 15. Juli 2010 reichten Anwälte in New Orleans eine Klage von Fischereien, Anrainern, deren Land betroffen war, sowie Beschäftigten der Ölindustrie, die aufgrund der Ölpest ihren Arbeitsplatz verloren hatten, gegen 17 Firmen ein, die den Brand nach der Explosion der Deepwater Horizon auf See bekämpft hatten. Nach Ansicht der Kläger waren Standardprozeduren der Industrie, die vor der Bekämpfung spezieller Ölfeuer auf See mit Wasserkanonen warnen, missachtet worden. Zwischen 38 und 190 m³ pro Minute Löschwasser von jedem der zur Brandbekämpfung eingesetzten acht Boote habe zur Überflutung der Bohrplattform geführt, wodurch deren Sinken verursacht und anschließend die Ölpest ausgelöst worden sei. Bei adäquater Brandbekämpfung wäre die Deepwater Horizon stabil an ihrem Standort verblieben, was die Verbindung von der Plattform zur Quelle aufrechterhalten hätte. Dies hätte die Möglichkeit, den Ölaustritt zu kontrollieren, deutlich erhöht.
Am 3. Januar 2013 gab das US-amerikanische Justizministerium bekannt, dass der Schweizer Plattformbetreiber Transocean wegen seiner Mitschuld an der Katastrophe 1,4 Mrd. US-Dollar (ca. 1,06 Mrd. Euro) zur Beilegung von Zivil- und potenziellen Strafklagen zahlen werde. Das Unternehmen habe ein Anerkenntnis unterschrieben, das noch von einem Gericht in New Orleans bestätigt werden müsse. Die Summe setze sich aus einer Milliarde US-Dollar für die Gewässerverunreinigung und 400 Millionen US-Dollar als Strafe für kriminelle Handlungen zusammen. Transocean werde den Betrag über einen Zeitraum von fünf Jahren ableisten, wobei im Jahr 2013 560 Mio. US-Dollar zu entrichten seien.
Das Unternehmen Halliburton war an den Bohrarbeiten auf der Plattform beteiligt und hat laut Pressemitteilung des US-Justizministeriums vom 25. Juli 2013 eingestanden, nach der Katastrophe auf der „Deepwater Horizon“ 2010 Beweise vernichtet zu haben. 
Halliburton habe zugesagt, bei einem geplanten Verfahren auf schuldig zu plädieren. Der Konzern werde eine Strafe von 200.000 Dollar sowie eine dreijährige Bewährungszeit akzeptieren und weiterhin mit den Ermittlern zusammenarbeiten. Halliburton habe außerdem freiwillig 55 Millionen Dollar an die National Fish and Wildlife Foundation gezahlt.